# 래시 (2005년 영화)
래시(Lassie)는 아일랜드에서 제작된 찰스 스트릿지 감독의 2005년 가족, 모험 영화이다. 조나단 메이슨 등이 주연으로 출연하였고 프란체스카 바라 등이 제작에 참여하였다.

## 출연

### 주연
- 조나단 메이슨

### 조연
- 피터 딘클리지
- 켄 드러리
- 그레고르 피셔
- 에드워드 폭스
- 로버트 하디
- 셀린 존스
- 라시
- 제이미 리
- 존 린치
- 니콜라스 린드허스트
- 켈리 맥도날드
- 사만다 모튼
- 헤스터 오저스
- 피터 오툴
- 스티브 펨버튼
- 브라이언 페티퍼
- 젬마 레드그레이브
- 존 스탠딩
- 안젤라 쏜
- 피터 와이트

## 제작진
- 원작자: 에릭 나이트
- Line PD: 노엘렛 벅클리
- 공동제작: 사무엘 하디다
- 공동제작: 빅터 해디다
- 미술: 존 폴 켈리
- 의상: 샤롯 월터
- 배역: 셀레스탸 폭스